# Casal de Loivos
Casal de Loivos é uma povoação portuguesa do Município de Alijó que foi sede da extinta Freguesia de Casal de Loivos, freguesia que tinha 4,83 km² de área e 183 habitantes (2011), e, por isso, uma densidade populacional de 37,9 hab/km².
A Freguesia de Casal de Loivos foi extinta (agregada) em 2013, no âmbito de uma reforma administrativa nacional, tendo sido agregada às Freguesias de Vale de Mendiz e Vilarinho de Cotas, para formar uma nova freguesia denominada União das Freguesias de Vale de Mendiz, Casal de Loivos e Vilarinho de Cotas, com a sua sede em Vilarinho de Cotas.
Com uma população que não chega a duzentos habitantes, está situada na encosta sobranceira ao rio Douro.
O passado desta aldeia começou, provavelmente, na Cerca de Casal de Loivos, sobranceira ao Douro, da qual ainda persistem alguns vestígios. A referida Cerca queda-se à altitude: 475 metros e foi citada como castro (por Ricardo Severo) e como restos de uma fortificação. A povoação de casal de Loivos teve carta de Foral de D. Sancho I, em 1260. Mas a antiga freguesia, antes de se tornar independente, era vigararia anexa à abadia de Gouvães do Douro. No ano de 1838, surge integrada na de Favaios e na comarca de Alijó. Já em 1878 aparece no julgado de Favaios. Todavia, a partir de 1886, a paróquia de Casal de Loivos figura novamente na de Gouvães de Douro e na comarca de Vila Real. O seu miradouro oferece nos uma paisagem de azul e vinhedos deslumbrante e que, por vezes, deixa que sigamos com o olhar o comboio ou um navio. E uma estada na Casa Casal de Loivos (Turismo de Habitação) propriedade também ligada à produção de vinho do Porto permitirá conhecer também a calçada da Estrada Real. Este Casal que é também designado por Casal do Visconde de Chanceleiros fica próximo do importante conjunto de belos azulejos da escola primária.
É no dia 24 de Agosto que São Bartolomeu é distinguido com as maiores festividades nesta aldeia.

## População
| Número de habitantes | Número de habitantes | Número de habitantes | Número de habitantes | Número de habitantes | Número de habitantes | Número de habitantes | Número de habitantes | Número de habitantes | Número de habitantes | Número de habitantes | Número de habitantes | Número de habitantes | Número de habitantes | Número de habitantes |
| -------------------- | -------------------- | -------------------- | -------------------- | -------------------- | -------------------- | -------------------- | -------------------- | -------------------- | -------------------- | -------------------- | -------------------- | -------------------- | -------------------- | -------------------- |
| 1864                 | 1878                 | 1890                 | 1900                 | 1911                 | 1920                 | 1930                 | 1940                 | 1950                 | 1960                 | 1970                 | 1981                 | 1991                 | 2001                 | 2011                 |
| 638                  | 941                  | 885                  | 717                  | 766                  | 756                  | 1.034                | 510                  | 466                  | 414                  | 380                  | 228                  | 235                  | 198                  | 183                  |

(Obs.: Número de habitantes "residentes", ou seja, que tinham a residência oficial neste concelho à data em que os censos  se realizaram.)
Com lugares desta freguesia foi criada a de Pinhão em 1933
| Distribuição da População por Grupos Etários em 2001 e 2011 | Distribuição da População por Grupos Etários em 2001 e 2011 | Distribuição da População por Grupos Etários em 2001 e 2011 | Distribuição da População por Grupos Etários em 2001 e 2011 | Distribuição da População por Grupos Etários em 2001 e 2011 | Distribuição da População por Grupos Etários em 2001 e 2011 | Distribuição da População por Grupos Etários em 2001 e 2011 | Distribuição da População por Grupos Etários em 2001 e 2011 | Distribuição da População por Grupos Etários em 2001 e 2011 | Distribuição da População por Grupos Etários em 2001 e 2011 |
| ----------------------------------------------------------- | ----------------------------------------------------------- | ----------------------------------------------------------- | ----------------------------------------------------------- | ----------------------------------------------------------- | ----------------------------------------------------------- | ----------------------------------------------------------- | ----------------------------------------------------------- | ----------------------------------------------------------- | ----------------------------------------------------------- |
| Idade                                                       | 0-14                                                        | 15-24                                                       | 25-64                                                       | > 65                                                        |                                                             | 0-14                                                        | 15-24                                                       | 25-64                                                       | > 65                                                        |
| 2001                                                        | 29                                                          | 35                                                          | 82                                                          | 52                                                          |                                                             | 14,6%                                                       | 17,7%                                                       | 41,4%                                                       | 26,3%                                                       |
| 2011                                                        | 23                                                          | 16                                                          | 97                                                          | 47                                                          |                                                             | 12,6%                                                       | 8,7%                                                        | 53,0%                                                       | 25,7%                                                       |